# Făgăraș

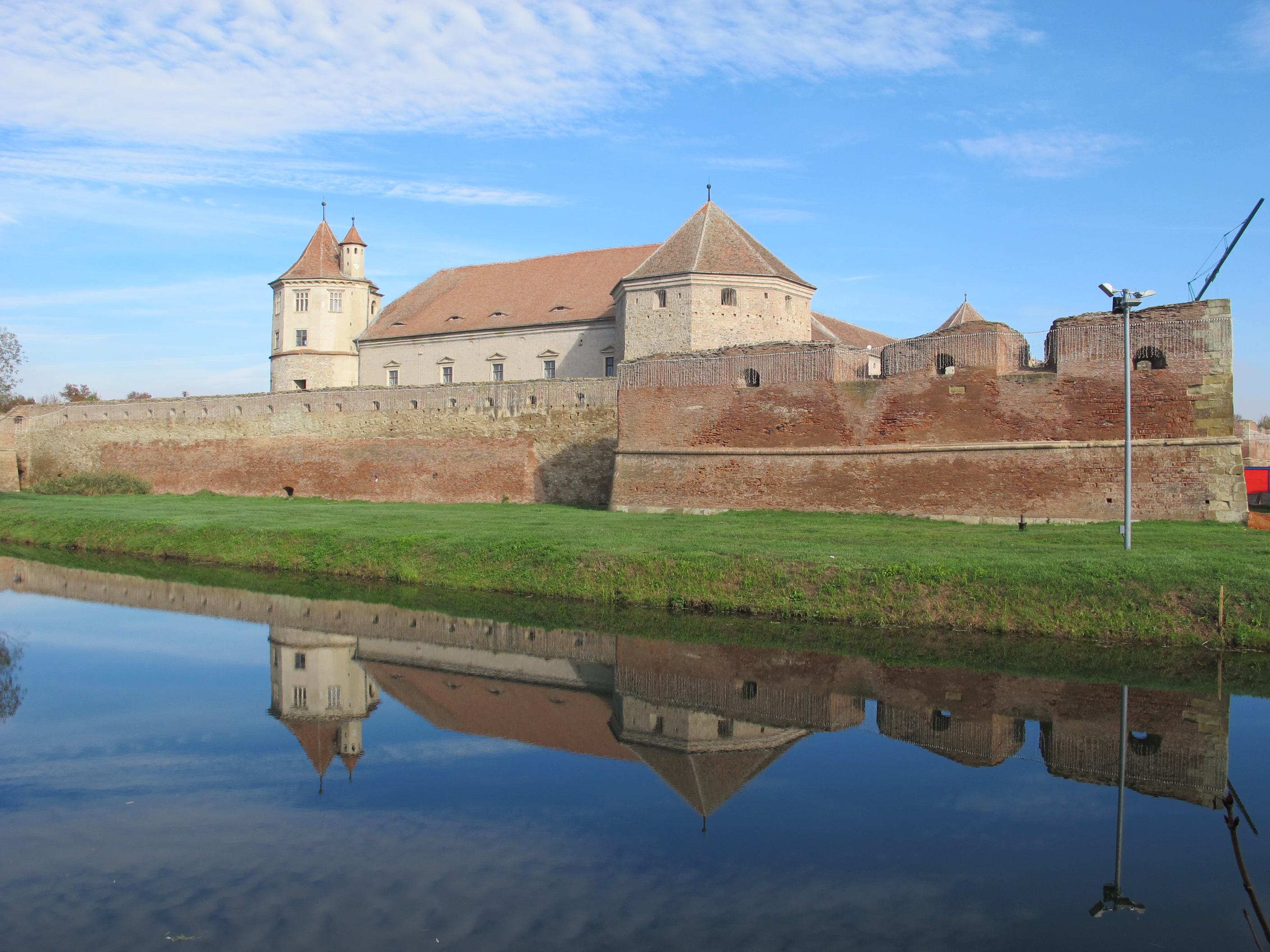
Zámek ve Făgăraşi

Făgăraș (německy Fogarasch, Fugreschmarkt, maďarsky Fogaras) je město v Rumunsku v župě Brašov. Nachází se u břehu řeky Olt, asi 66 km severozápadně od Brašova a asi 230 km severozápadně od Bukurešti. V roce 2011 žilo ve městě 30 714 obyvatel, Făgăraș je tak třetím největším městem župy Brašov.
První písemná zmínka o městě pochází z roku 1222. Městem prochází silnice DN1 (evropská silnice E68). Nachází se zde zámek, ortodoxní kostel svatých Kosmy a Damiána, reformovaný kostel a kostel adventistů sedmého dne. Făgăraș se skládá z několika čtvrtí – 13 Decembrie, Centru, Colonia Combinat, Combinat, Florilor, Galați (do roku 1952 samostatná vesnice), Gării, Ion Creangă, Meltea, Negoiu, Titu Perția, Tudor Vladimirescu, Veteranilor a Vlad Țepeș.